# Thomas Mulcair
Thomas Joseph "Tom" Mulcair (ur. 24 października 1954) – kanadyjski polityk, były przywódca Nowej Demokratycznej Partii Kanady (od 25 marca 2012 do 1 października 2017). We wrześniu 2007 w wyborach uzupełniających zdobył mandat poselski w parlamencie Kanady reprezentując okręg Montreal—Outremont, wybrany ponownie w wyborach w 2008 i w 2011.
Mulcair wstąpił do partii NDP na poziomie federalnym w 1974, lecz na poziomie prowincjalnym do 2007 działał w Liberalnej Partii Quebecu, będąc w latach 1994-2007 posłem tej partii w Zgromadzeniu Narodowym Quebecu i ministrem środowiska w latach 2003-2006 w rządzie Jeana Charesta.